# Arbi Baraïev
Arbi Alautdinovitch Baraïev (tchétchène : Арби Алаутдинович Бараев), né le 27 mai 1974 et décédé le 22 juin 2001, est un chef de guerre et terroriste tchétchène, qui devient en 1996 le fondateur et le premier chef du régiment islamique des forces spéciales (SPIR) en Tchétchénie.
Surnommé « The Terminator », Baraïev et le SPIR sont considérés comme l'une des principales organisations criminelles violentes opérant en Tchétchénie pendant l'entre-deux-guerres qui suivra la première guerre de Tchétchénie de 1994-1996, chassant les journalistes étrangers et les travailleurs humanitaires, tout en sapant la présidence d'Aslan Maskhadov pendant l'indépendance de facto de la Tchétchénie jusqu'en 1999.
Après le rétablissement du contrôle russe, Baraïev revient vivre dans son village natal jusqu'à son assassinat le 22 juin 2001,.